# Heksoprenalina
Heksoprenalina (łac. hexoprenalinum) – wielofunkcyjny organiczny związek chemiczny z grupy katecholamin. Lek o działaniu sympatykomimetycznym, o krótkim czasie działania, działający selektywnie na receptory adrenergiczne β2.

## Mechanizm działania
Heksoprenalina jest selektywnym β-mimetykiem o powinowactwie do receptorów β2. Wpływa rozkurczająco na oskrzela, zmniejsza intensywność oraz częstość skurczów macicy zarówno samoistnych jak stymulowanych egzogenną oksytocyną.

## Zastosowanie
- skurcz oskrzeli[4]
- hamowanie czynności skurczowej macicy[4]

W 2015 roku żaden produkt leczniczy zawierający heksoprenalinę nie był dopuszczony do obrotu w Polsce.

## Działania niepożądane
Heksoprenalina może powodować następujące działania niepożądane:
- ból głowy
- zawroty głowy
- niepokój
- drżenie palców
- potliwość
- tachykardia
- spadek ciśnienia tętniczego
- spowolnienie perystaltyki
- atonia jelit
- zatrzymanie płynów
- obrzęk płuc
- wzrost stężenia glukozy w osoczu krwi
- hipoglikemia i kwasica metaboliczna u noworodka

Po podaniu wziewnym obserwowano zależne od podanej dawki tachykardię, drżenia mięśniowe oraz kołatanie serca.